# والروو
والروو (به لاتین: Walerów) یک روستا در لهستان است که در گمینا سوکوووف پودلاسکی واقع شده‌است.